# بكتيريا برعمية
البكتيريا البرعمية (الاسم العلمي:Gemmatimonadetes) هي شعبة من البكتيريا في تحت مملكة البكتيريا السالبة.

## التصنيف
الأصنوفات العليا التابعة لهذه الشعبة:
- طائفة البرعمانية
  - رتبة البرعميات
    - فصيلة البرعمات
      - جنس البرعمة
- طائفة المتطاولانية
  - رتبة المتطاوليات
    - فصيلة المتطاولات
      - جنس المتطاولة